# Anchistus miersi
Anchistus miersi är en kräftdjursart som först beskrevs av De Man 1888.  Anchistus miersi ingår i släktet Anchistus och familjen Palaemonidae. Inga underarter finns listade i Catalogue of Life.